# Вацулик, Людвик
Людвик Вацулик (чеш. Ludvík Vaculík; 23 июля 1926 — 6 июня 2015) — современный чешский писатель и журналист-фельетонист. Стал известен благодаря воззванию «Две тысячи слов», написанному во время событий Пражской весны.

## Юность
Родился 23 июля 1926 года в Брумове (Валашске-Клобоуки) в семье плотника. После окончания средней школы учился в Школе рабочей молодёжи предприятия «Батя» (знаменитая обувная фабрика, Злин). Во время войны продолжил работать на фирме «Батя» и одновременно повышал квалификацию в Школе обувщиков (1941—1946). В 1948 вступил в Коммунистическую партию Чехословакии (КПЧ) и в 1950 окончил двухлетний курс Высшей партийной школы в Праге. Преподавал в интернате Объединённых заводов в Бенешеве над Плучницей. В это время появилась его первая проза («Шумный дом», «Секира»).

## Молодость
После возвращения со службы в армии работал редактором политической литературы в издательстве рупора Коммунистической партии Чехословакии Руде право, а позже — в сельском журнале «Беседа деревенской семьи». После 1958 в молодёжной редакции Чехословацкого радио вел передачи «Микрофон молодых» (потом — «Микрофорум») и «Вчера мне было 15», стал членом Союза писателей Чехословакии. В 1965 поступил на работу в «Литературную газету». Его фельетоны сравнивали с фельетонами Карела Чапека. На IV съезде Союза писателей Чехословакии в конце июня 1967 произнес речь, в которой требовал свободы слова и отмены цензуры. За это был исключен из партии.

## Две тысячи слов
«Две тысячи слов» Вацулик написал по просьбе тех сил в КПЧ, которые поддерживали реформатора Дубчека — группы академиков во главе с Отто Вихтерле и члена политбюро Франтишека Кригеля. В нём содержались требования «социализма с человеческим лицом» и демократизации политического режима ЧССР. Манифест был опубликован 27 июня 1968 сразу в нескольких чехословацких газетах (Литературная газета, Сельская газета и Млада Фронта), буквально на следующий после того, как парламент своим законом отменил предварительную цензуру в прессе. Несмотря на наличие в манифесте «2000 слов» прямых призывов к защите правительства Дубчека «с оружием в руках», сам Вацулик сегодня утверждает, что его знаменитый текст был написан под впечатлением учения Махатмы Ганди и призывал к гражданскому противостоянию без применения насилия.
Вторжение танков Варшавского договора в Чехословакию в 1968 Вацулик описывает с юмором: 
21 августа 1968 года я был с семьей в моем родном городе Брумов, гостил у двоюродного брата тоже по имени Людвик. В шесть утра его жена открыла дверь в нашу комнату и говорит: «Людвик, русские нас оккупируют!». Мой брат встал, закурил и сказал: «Чем мы их поприветствуем? Сливовица выпита, гранат нету». Потом пришли лесничие, мол, надо меня спрятать. А я говорю: «Это что ещё за глупость, что я буду здесь сто лет прятаться, что ли?»

## Во времена нормализации
Во времена нормализации (с 1969) Вацулику было запрещено печататься. В 1969—1971 публиковался в рукописном журнале «Йонаш» театра Семафор. Его книги выходили в самиздате, а также в крупных чешских издательствах за рубежом — Sixty-Eight Publishers в Торонто и в кёльнском «Индексе». Его книги этих лет — «Крошки» (1973), «Чешский сонник» (1981; самая дискуссионная его книга; идея подсказана Йиржи Коларжем), «Любимые одноклассники» (1981).
В 1973 Вацулик стал организатором неподцензурного издательства "Петлице", выпустившего около четырёхсот книг, а в 1977 — одним из лидеров правозащитной организации Хартия 77. Премия Ярослава Сейферта (1987).

## После бархатной революции
Официальный запрет на работы Вацулика снят в конце 1989, после бархатной революции. Вацулик — один из немногих писателей той поры, который не был причастен к политической жизни в это время. В ноябре 1989 организаторы политических торжеств на Летной предложили Вацулику сообщить, о чём он хочет говорить, и после его отказа сделать это — не пустили на трибуну, ссылаясь на то, что сознательный народ не даст ему выступить, обвиняя в трусости.
После 1989 Вацулик написал книги «Как дела, парень» (1991 — об отношениях отца с сыном), «Немемуары» (1998 — о своей жизни), «Прощание с Девой» (2003 — о божественном падении) и «Улучшенные песенки» (2006 — народные песни, улучшенные Вацуликом). Неизданной остается его эротическая проза «Старая постель» и «Хлеб наш насущный». Право решать издавать, их или нет после смерти, передано сыну писателя. В последние годы жизни работал над романом «Часы пианино» (об учительнице музыки и её ученике).
За литературные и гражданские заслуги в 1996 писатель награждён орденом Томаша Масарика.

## в 2000-х
В 2000-х Вацулик жил в Праге, писал прозу и вел колонку «Последнее слово» в праволиберальной газете «Лидове новины». «С чуткостью, свойственной только натурам исключительным, — пишет Иван Клима, — кратко, остроумно и интересно Вацулик выявляет и называет по имени причины болезней, разъедающих душу и тело нашего общества; в блестящем литературном стиле, не имеющем аналога со времен Карела Чапека, он ведет борьбу за нормального человека и его достойную, осмысленную жизнь». В августе 2008 82-летний Вацулик в одном из «Последних слов» резко высказался против разрешения получения ПМЖ в Чехии для граждан России: «…этот народ, получивший такое воспитание и прошедший такую селекцию, опасен в любой ситуации. Поэтому я не согласен с тем, чтобы таких людей к нам впускали. Они приезжают под девизом свободы, ничего о ней не зная, привозят сюда свой капитал, чтобы зацепиться, а когда их здесь станет много, так они потребуют автономии. А братья из державы придут их спасать. Как в Грузии».
На русский язык Вацулик почти не переводился.